# Залесе (Накельський повіт)
Залесе (пол. Zalesie) — село в Польщі, у гміні Шубін Накельського повіту Куявсько-Поморського воєводства.
Населення — 895 осіб (2011).
У 1975-1998 роках село належало до Бидгощського воєводства.

## Демографія
Демографічна структура станом на 31 березня 2011 року:
|          | Загалом | Допрацездатний вік | Працездатний вік | Постпрацездатний вік |
| -------- | ------- | ------------------ | ---------------- | -------------------- |
| Чоловіки | 456     | 100                | 318              | 38                   |
| Жінки    | 439     | 93                 | 272              | 74                   |
| Разом    | 895     | 193                | 590              | 112                  |